# Lebrija (Colombia)
Lebrija è un comune della Colombia facente parte del dipartimento di Santander.
L'abitato venne fondato da Ambrosio Alfinger nel 1529.